# 1041 w polityce

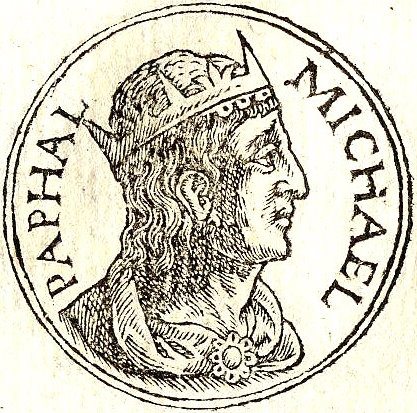
Michał IV Paflagończyk

Wydarzenia polityczne w 1041 roku.

## Wydarzenia
- 17 marca bitwa pod Olivento pomiędzy Bizantyjczykami a Normanami[1]. Normański hrabia Wilhelm Żelaznoręki[2] odnosi zwycięstwo nad Grekami wspieranymi przez Waregów.
- 4 maja Wilhelm Żelaznoręki ponownie pokonuje Bizantyjczyków pod Montemaggiore[3].
- Michał V Kalafates zostaje na krótko cesarzem Bizancjum[4].

## Zmarli
- 10 grudnia Michał IV Paflagończyk, cesarz Bizancjum[5].